# Itamarati de Minas
Itamarati de Minas is een gemeente in de Braziliaanse deelstaat Minas Gerais. De gemeente telt 4.232 inwoners (schatting 2009).

## Aangrenzende gemeenten
De gemeente grenst aan Astolfo Dutra, Cataguases, Descoberto, Dona Eusébia en Leopoldina.